# Axel Ekblom
Axel Ekblom, né le 22 mars 1893 à Sankt Ibb (Suède) et mort le 26 juillet 1957 à Borås (Suède), est un tireur sportif suédois.

## Palmarès
- Jeux olympiques d'été de 1924 à Paris :
  -  Médaille de bronze au tir au cerf courant coup double à 100 m par équipes.